# Topraisar
Topraisar est une ville de Roumanie, dans le județ de Constanța.

## Démographie
Lors du recensement de 2011, 84,72 % de la population se déclarent roumains et 6,48 % comme tatars (8,36 % ne déclarent pas d'appartenance ethnique et 0,41 % déclarent appartenir à une autre ethnie).

## Politique
| Parti | Parti                                                          | Sièges |
| ----- | -------------------------------------------------------------- | ------ |
|       | Parti social-démocrate (PSD)                                   | 10     |
|       | Parti national libéral (PNL)                                   | 6      |
|       | Alliance des libéraux et démocrates (ALDE)                     | 1      |
|       | Union démocrate des Tatars turco-musulmans de Roumanie (UDTTR) | 1      |